# Antepaís alpino
El antepaís alpino, menos comúnmente llamado antepaís bávaro, meseta bávara o antepaís alpino bávaro (en alemán: Bayerisches Alpenvorland), se refiere a una región triangular de meseta y con colinas en el sur de Alemania, que se extiende desde el lago Constanza en el oeste hasta más allá de Linz en el Danubio en el este, con los Alpes bávaros formando su límite sur y el Danubio su extensión septentrional.

## Geografía
El antepaís alpine se formó por la influencia de las glaciaciones y tiene una gran variedad de accidentes geográficos. Una cuenca de antepaís con extensos sedimentos terciarios y cuaternarios -limo y arcilla, arena y rocas sedimentarias producto de la erosión alpina- se superponen a las napas alpinas. Las características tales como las colinas morrénicas, la grava y los lagos han dejado un registro de varias etapas de glaciación en esta región.
El antepaís alpino está atravesado por los ríos Iller, Wertach, Lech, Isar y Eno, su límite occidental está formado aproximadamente por el límite del distrito administrativo bávaro de Suabia con el estado de Baden-Württemberg, y su límite oriental es el río Salzach en la frontera con Austria. Los numerosos lagos incluyen el lago Constanza, el lago Starnberg y el Chiem. La ciudad más grande de la región es Múnich, situada en el centro del antepaís alpino en la orilla del río Isar.

## Clasificación
De acuerdo con el Manual de Divisiones de la Región Natural de Alemania, el antepaís alpino se subdivide comúnmente en tres regiones naturales:
- Antepaís alpino del Norte:
  - Meseta de Iller-Lech (D64) sur de la cadena montañosa del Jura de Suabia
  - Tierras altas bávaras inferiores (D65) sur del Jura Francón y Bosque bávaro (Macizo de Bohemia)
- Antepaís alpino del Sur (D66) al pie de los Alpes bávaros

En el oeste, el antepaís alpino se extiende a lo largo del Danubio hasta su nacimiento en la Selva Negra y más allá del lago de Constanza continúa como la Meseta suiza. En el este, el antepaís alpino austriaco comprende la región de Flachgau de Salzburgo, el adyacente Innviertel, Hausruckviertel y Traunviertel de la Alta Austria, así como la región de Mostviertel de la Baja Austria hasta la cuenca de Tulln.